# Simulium incognitum
Simulium incognitum är en tvåvingeart som beskrevs av Adler och Mason 1997. Simulium incognitum ingår i släktet Simulium och familjen knott. Inga underarter finns listade i Catalogue of Life.